# HNK Rijeka
HNK Rijeka je hrvatski nogometni klub iz Rijeke.
Klub je osnovan 1906. godine pod imenom Club Sportivo Olimpia (kasnije Olympia). Na zahtjev Gradskog poglavarstva 1926. klub se spaja s glavnim gradskim rivalom FC Gloria, i postaje U.S. Fiumana, koja je domaćin na Kantridi. Promjenom vlasti, 1946. iste mijenjaju ime kluba u dvojezično FD Kvarner – SCF Quarnero. Godine 1954. klub mijenja opet ime u NK Rijeka, da bi 1995. dobio sadašnje ime.
Domaće utakmice igra od 2015. na novom stadionu Rujevica, dok je klupski povijesni stadion Kantrida, koji je 2013. godine obilježio stogodišnjicu postojanja.
HNK Rijeka je svoj prvi naslov prvaka Hrvatske osvojila u sezoni 2016./17. te drugi u sezoni 2024./25., a sedam je puta bila doprvak. Osvajač je 9 nacionalnih kupova, 2 jugoslavenska kupa, 7 hrvatskih kupova, jednog hrvatskog superkupa te Balkanskog kupa osvojenog 1978. godine. Najveći rivali HNK Rijeke su momčadi splitskog Hajduka s kojim igra Jadranski derbi, zagrebačkog Dinama, pulske Istre te gradskog rivala Orijenta. Uz klubove Dinamo Zagreb i Hajduk Split, Rijeka je najtrofejniji od hrvatskih nogometnih klubova.

## Povijest

#### 1904. – 1926.
Godine 1904. je u Rijeci (Fiume, u sastavu ugarskog dijela Austro-Ugarskog Carstva kao corpus separatum), osnovan Club Sportivo Olimpia kao sportski klub sa sekcijama za tennis-lawn, foot-ball, plivanje, biciklizam, laku atletiku. Klub su osnovali braća Mitrovich, Carlo Colussi, Antonio Marchich, Aristodemo Susmel i Agesilao Satti, a prvo je sjedište bilo na Brajdi, na mjestu današnjeg ulaza u KBC Rijeka. Klub je od samog početka osnovan kao nogometni klub, no prvo službeno zasjedanje nogometne sekcije o kojemu spominju novine iz tog doba je održano tek 25. studenog 1906. godine. Taj datum povjesničari smatraju i službenim začetkom HNK Rijeke, čime je klub najstariji još aktivni nogometni klub u Hrvatskoj. Za razliku od mnogo drugih klubova u gradu i okolici, on je od samog početka multikulturalnog opredjeljenja jer u njemu igraju i rade bok uz bok predstavnici svih tada glavnih etničkih skupina Rijeke: Talijani, Hrvati, Mađari i Nijemci. Klupske boje prvih su nekoliko godina bile crno-bijele, no kroz desete godine klub počinje nositi bijelu boju glavnog dresa. 

Godine 1908. Olimpia preuzima ulogu glavnog gradskog kluba od Fiumei AC, i 15. lipnja ostvaruje prvu pobjedu nad engleskim klubom FC Cunard Brescia za 1:0. Klub 1910. postaje član FSI-a, savez koji ujedinjuje nogometne klubove iz primorskih dijelova Austro-Ugarske. Klubu će se ubrzo pridružiti još mnogo drugih novoosnovanih u gradu, među kojima i klub Doria (kasnije Gloria), radnički klub osnovan 1912. godine. Sama se Olimpia također preimenuje 9. siječnja 1918. u Olympia, po izvornom grčkom obliku dotadašnjeg imena, a novi predsjednik postaje riječki književnik Antonio Carlo de Schlemmer. Ubrzo Olympia i Gloria postaju najveći gradski rivali, prvi kao predstavnik bogatijih slojeva društva i drugi kao predstavnik radničke klase. Stižu i uspjesi u prvim turnirima grada Rijeke i prvenstvima Julijske krajine. 
U Rijeci je u isto doba nastao i famozni talijanski sportski grb zvan Scudetto 1920. godine, kad je selekcija D'Annuzijeve talijanske vojske igrala prijateljsku utakmicu protiv reprezentacije Rijeke, u kojoj su najveću ulogu upravo igrali igrači Olympije. Tih se godina reprezentacija grada i njezinih najbolji igrača pojavljuje više puta kao reprezentacija države u gestaciji i kao ostvarivanje lokalnih želja za jakog nogometnog predstavnika grada.

#### 1926. – 1943.
Rijeku je 1924. pripojila Italije. Benito Mussolini inzistirao je reorganizaciji FIGC-a kojom bi se u svakom većem gradu spojili postojeći klubovi kako bi se stvorila jaka nogometna ekipa koja bi predstavljala grad na državnoj razini. Nakon dvije godine otpora, Olympia i Gloria su 2. rujna 1926. spojene u nogometni klub Unione Sportiva Fiumana,  sportsko društvo s više sportskih sekcija koje je u svojoj nogometnoj sekciji okupilo tada najbolje riječke igrače. Predsjednik kluba postao je Pietro Pasquali. Klub već dvije godine kasnije igra u talijanskoj Serie A zahvaljujući ćemu su na stadionu Kantrida gostovali najveći talijanski klubovi poput Ambrosiane (budući Inter), Juventusa i Napolija. Godine 1928. klub je osvojila Coppa Federale u kojem su sudjelovali klubovi sjeverne Italije. Poslije ovih uspjeha najveći talijanski klubovi počinju kupovati igrače Fiumane, i neki od njih postaju prvaci u svim talijanskim i europskim natjecanjima. Gubitkom svojih najjačih igrača, klub tridesetih godina oscilira između drugog i trećeg razreda talijanskog nogometa. 1935. godine, na otvaranju preuređene Kantride Fiumana je ugostila Romu. U lipnju 1941. godine Fiumana je postala prvak novonastale talijanske Serie C.

#### 1943. – 1954.
S prilazom njemačke vojske mnogo igrača odlazi u partizane, dok sedmorica završavaju u njemačke koncentracijske logore, u kojima su neki i izgubili život. Klub igra još nekoliko prijateljskih utakmica i osvaja kup Deutsche Berater protiv njemačkih timova. Nakon oslobađanja grada i naknadne uspostave Vojne uprave Jugoslavenske armije (VUJA) nad gradom do 1947. godine, te zbog neizvjesnog budućeg položaja Rijeke za vrijeme mirovne konferencije u Parizu (postojala je opcija da joj se vrati status nezavisne države), u prijelaznoj poslijeratnoj godini do prvog izdanja Savezne lige Jugoslavije, organiziraju neslužbeni turnir između gradskih tvornica koje nosi ime kapetana i rekordera po nastupima Fiumane, Giovannija Marasa, koji je poginuo u partizanskoj akciji na obližnjoj planini Risnjak. U međuvremenu klub nastavlja igrati do početka 1946. godine pod imenom Rappresentativa Sindacale Fiumana. Momčad tad po prvi put igra protiv svojih budućih velikih rivala i najboljih jugoslavenskih klubova u nizu prijateljskih utakmica jer se službena prvenstva u Jugoslaviji nisu održavala do druge polovice 1946. godine. Momčad pobjeđuje većinu suparnika: Dinamo Zagreb s 4:2, Akademičar sa 7:2 i Metalac Beograd s 2:0, ali gubi protiv Hajduka 2:4. Dekretom novih jugoslavenskih vlasti svi su prijašnji sportski klubovi u državi ugašeni 1945., kako bi se na njihovom mjestu aktivirala opća fiskulturna društva. Budući da je Fiumana tada bila na teritoriju okupacijske zone B Julijske krajine, ona nije službeno ugašena, ali je unatoč bliskosti partizanskom pokretu Marasa i većine njegovih suigrača, nova vlast smatrala ime kluba nepoželjnim simbolom prethodne vlasti. Zabranu isticanja prijeratnog klupskog brenda doživjeli su skoro svi klubovi u tadašnjoj Hrvatskoj i Jugoslaviji, tj. koji nisu bili eksplicitno proleterskih korijena, kao npr. Građanski, HŽŠK, Cibalia, HŠD Bačka, OFK Beograd, NK Koper, Burja, Hercegovac, Hermes, i stotine drugih koji su prisiljeni nastaviti svoje aktivnosti u nova fiskulturna društva po modelu iz Sovjetskog Saveza.
U lipnju 1946. godine grad odlučuje i formalno ustrojiti takvo društvo da bi reprezentativni gradski klub mogao nastupiti kao gost iz Julijske krajine u prvom poslijeratnom izdanju jugoslavenskih natjecanja, pa Fiumana postaje dvojezično Fiskulturno Društvo Kvarner – Società Cultura Fisica Quarnero. U njemu je odmah nastavila djelovati većina igrača, upravnika i navijača kluba, koji nastavljaju nastupati na stadionu Kantrida i raditi u dotadašnjim klupskim prostorijama. Sama ideja novog brenda za gradski klub je začeta po prijedlogu gradskog sportskog djelatnika i upravnika Fiumane Ettorea Mazzierija uz skupinu drugih članova Fiumane koji su znali da staro ime kluba neće biti prihvaćeno u Beogradu. Novim predsjednikom je imenovan dr. Luigi Sošić, dok je za prvog poslijeratnog trenera riječkog kluba izabran Hans Bloch. Prvu utakmicu pod imenom Kvarner-Quarnero klub je odigrao na domaćem terenu protiv  splitskog Hajduka, pobijedivši ga 2:0 pogodcima Petronija i Norija. Društvu je kao i ostalima u novoj državi dodano više sportskih sekcija, svega 11, koje su u raznim poljima dosegle izvrsne rezultate: u boksu, mačevanju, košarci i tenisu. Međunarodni teniski prvak Orlando Sirola karijeru je započeo prije egzila upravo u Kvarneru. U rujnu 1946. klub sudjeluje u prvom izdanju jugoslavenske lige, nakon što je odigrao doigravanje s klubom Unione Sportiva Operaia iz Pule i postao predstavnik Julijske krajine u prvenstvu. No, na kraju godine ispada iz lige zbog političke odluke da se favorizira i pogura Ponziana, koju je sezonu završila dva mjesta ispod Rijeke. Zbog propagandnih ciljeva bilo je potrebno zadržati interes Tršćana za jugoslavenski nogomet.
Dana 21. rujna 1948. s raskolom između Staljina i Tita dolazi do nove reorganizacije fiskulturnih društava u Jugoslaviji, i stoga u samoj Rijeci koja je 1947. službeno postala dio SFRJ. Tako sportsko društvo ponovo postaje isključivo nogometni klub i posljedično tome opet mijenja ime, ovaj put u Sportsko društvo Kvarner / Socetà sportiva Quarnero i nastavljati igrati s mješovitim rezultatima u drugoj i trećoj ligi jugoslavenskog nogometa. Klub ima sve gore rezultate kroz sljedećih desetak godina dok veći dio stanovništva počinje napuštati rodni grad koristeći pravo da optira u Italiju, pa iz sezone u sezonu i klub gubi mnoge od svojih najboljih tadašnjih igrača, koji odlaze iz kluba i države.

#### 1954. – 1991.
Godine 1954., u jeku međunarodnih tenzija nastale oko Tršćanske krize i naglim ukidanjem dvojezičnosti u gradu koju su provele komunistički vlasti i želju da se stvori bolji gradski brend, vlasti mijenjaju ime kluba u NK Rijeka.
Pod tim novim imenom klub će ostvariti neke od svojih najvećih uspjeha u domaćim, ali i u europskim natjecanjima kada jednom dolazi do četvrtzavršnice, a jednom do osmine završnice europskih kupova. U sezoni 1986. Rijeka ostvaruje i treće mjesto u Mitropa kupu, pobjedom nad SK Sigma Olomouc.
Klub se vraća u Prvu ligu u sezoni 1958./59. godine i ostaje u najvišem rangu do sezone 1968./69., nakon koje ponovo ispada u Drugu ligu Jugoslavije. Unatoč tome što je završila prva u četiri (od pet) sezona u drugom rangu, zbog tri neuspješna pokušaja u doigravanja za prvu ligu, Rijeka je u Prvoj ligi ponovno zaigrala tek u sezoni 1974./75. Od tada je klub ostao u prvoligaškom društvu sve do raspada Jugoslavije 1991. godine, s različitim rezultatima.
Najveći uspjeh kluba u tom razdoblju su 2 naslova kupa Jugoslavije u sezonama 1977./78. i 1978./79. Rijeka je također u sezoni 1986./87. bila finalist kupa izgubivši protiv Hajduka nakon izvođenja jedanaesteraca. Klub nikad nije završio bolje od četvrtog mjesta u Prvoj ligi Jugoslavije, ali se u sezoni 1983./84. približio svom prvom naslovu prvaka, završivši samo dva boda iza pobjednika Crvene zvezde, iako je opet bio četvrtoplasirana zbog gol-razlike. Rijeka je također bila najbolje plasirani hrvatski klub u Prvoj ligi Jugoslavije u nekoliko navrata: 1964./65., 1983./84. i 1986./87.

#### 1991. – danas
U Republici Hrvatskoj, od 1991. godine, Rijeka je uvijek završavala u vrhu 1. HNL. Godine 1996., nakon Domovinskog rata, NK Rijeka mijenja ime u Hrvatski nogometni klub Rijeka. Posebno se ističu rezultati kada je u sezonama 2016./17. i 2024./25. osvojila naslov prvaka, u sezonama 1998./99., 2005./06., 2013./14., 2014./15., 2015./16., 2017./18., 2018./19. i 2023./24. bila je druga, a u sezonama 2003./04., 2008./09., 2012./13., 2019./20. i 2020./21. treća.
U sezoni 1998./99. je kontroverznim suđenjem u zadnjoj utakmici zaključnog dijela prvenstva, u Ligi za prvaka, HNK Rijeka ostala bez svog prvog naslova prvaka.[nedostaje izvor] U posljednjim minutama zadnjeg kola prvenstva, poništen je regularan pogodak HNK Rijeke protiv Osijeka, kojim bi Rijeka pobijedila Osijeka i postala prvakom.[nedostaje izvor] HNK Rijeka je jedan od tri najveća hrvatska kluba, što potvrđuje i podatak da je Rijeka konstantni prvojligaš još od sezone 1974./75..
Rijeka je u sezoni 2004./05., imala najboljeg strijelca 1. HNL, Tomislava Ercega, sa 17 pogodaka. Leon Benko bio je najbolji strijelac nacionalnog prvenstva 2012./13. U sezoni 1980./81. jugoslavenske prve lige najbolji strijelac bio je Milan Radović s 26 postignutih golova.
Tijekom siječnja 2012. dogovoreno je da će talijanski poduzetnik Gabriele Volpi, ujedno i vlasnik fondacije Social Sport, preuzeti 70 % vlasničkog udjela HNK Rijeke. Grad Rijeka ostao je i dalje u vlasništvu preostalih 30 % dionica i do danas[zastarjelo?] nije ispunio prethodno objavljenu obvezu o javnoj ponudi dijela svojih dionica (5 % od svojih 30 %) svim ostalim zainteresiranima (pravnim i fizičkim osobama). Volpi je bio tada vlasnik i talijanskog nogometnog kluba Spezije koja je izborila ulazak u Seriu B za narednu sezonu te je bio i vlasnik vaterpolskih klubova Pro Recco i Primorje (prvaci i doprvaci Europe). 
Rijeka je osvojila 1. HNL 2016./17. pobijedivši Cibaliju na Rujevici 21. svibnja 2017., prije posljednjeg kola 27. svibnja 2017. godine. Rijeka je te sezone osvojila i četvrti Hrvatski nogometni kup (ukupno šesti kup u povijesti) ostvarivši povijesnu duplu krunu. Godine 2017. Social Sport prodao je svoj dio HNK Rijeka firmi obitelji dotadašnjeg predsjednika kluba Damira Miškovića, Teanna Limited. Od tada je Rijeka osvojila 2 dodatne titule Hrvatskog nogometnog kupa, u sezonama 2018./19. i 2019./20., i bila druga u prvenstvu u sezonama 2017./18. i 2018./19.

## Stadioni
Klub je kroz vrijeme mijenjao više igrališta, naročito u prvim godinama postojanja kad je prostor u gradu s velikim dimenzijama nogometnog igrališta bio luksuz. Klub je prvo dobio na upotrebu igralište kod kasarne Honveda, ispred današnjeg Narodnog učilišta na Školjiću (Scoglietto), a 1918. dobio je od grada pravo da izgradi novo, za ta vremena jako moderno, igralište s atletskom stazom na istoj lokaciji, koju je klub upotrebljavao dok nije počeo koristiti Kantridu kao glavni stadion.
Kantridu je desetih godina XX. stoljeća upotrebljavalo više klubova iz Rijeke i Sušaka, nakon što su ga iz starog kamenoloma preuredili nogometaši Victorije sa Sušaka 1913. godine. Nakon 1918. godine, stadion i cijeli kvart dolaze u posjed grada Rijeke pa u tim godinama stadion postaje također glavno igralište Olympie pod nazivom Campo Sportivo Olympia dok Gloria nastavlja igrati na svom igralištu na Potoku od osnutka tog kluba, sve do 1926. godine. Stadion Kantrida, kako se sada službeno zove, nalazi se u zapadnom dijelu Rijeke, na putu prema Opatiji. On je jedinstven u svijetu jer je stiješnjen između stijena i mora, koje se nalazi na oko 50 metara od samog stadiona. Odmah pokraj stadiona nalaze se riječke plaže i lučice za barke. Američka televizijska kuća CNN je u studenom 2011. izabrala Kantridu kao jedan od sedam najčudesnijih nogometnih stadiona na svijetu.
Stadion Kantrida svoje prve dane bilježi još davne 1913. godine gdje je prvo igralište propisanih dimenzija izgradio sušački klub Victoria. Za vrijeme Drugog svjetskog rata stadion je oštećen te, nakon što je pod novim brendom Kvarner, klub odigrao na njemu cijelu prvu polovicu prve sezone u jugoslavenskom prvenstvu, stadion kreće u obnovu. Klub za to vrijeme igra na obnovljenim CSR Belveder (u gradu poznatiji kao Campetto Cellini) do povratka na Kantridu 1951. godine. Stadion Kantrida se ponovo obnavlja pri povratku kluba u Prvu saveznu ligu u sezoni 1958./59., i do tada zemljani teren dobiva travnati pokrivač. Sredinom 1960-ih uz postojeću tribinu dograđena je i produžena nova betonska tribina u smjeru zapada. Kasnijom dogradnjom istočne strane i detaljnom rekonstrukcijom atletske staze, koja je u to doba dobila najmoderniju tartansku podlogu, Tijekom 1970-ih nastavljeno je moderniziranje i uređivanje stadiona. U toj etapi završena je dogradnja visokih tribina na polukružnim dijelovima istočne i zapadne strane stadiona čime je dobio sadašnji izgled. 
Rujevica je od 2015. glavni stadion HNK Rijeke. Uz predstavljanje novog projekta preuređenog i većeg stadiona Kantrida, Rijeka je od kolovoza 2015. godine počela igrati na novoizgrađenom stadionu Rujevica, s kapacitetom od 8279 mjesta. Stadion Rujevica dio je novog trening centra NK Rijeke i služi kao privremeni dom kluba. Nakon rušenja stare Kantride, na istoj lokaciji bi se trebao graditi novi, suvremeniji stadion s kapacitetom od 14.600 mjesta. Osim stadiona, investitori planiraju izgraditi trgovački kompleks koji će uključivati trgovački centar i hotel. Projekt je zaustavljen zbog pandemije COVID-19 te investitori traže daljnja sredstva i suinvestitore kako bi projekt bio u potpunosti održiv.

## Klupski uspjesi
Najveće uspjehe u svojoj povijesti HNK Rijeka je ostvarila u kup natjecanjima. U sezoni 1977./78. "bijeli" osvajaju prvi trofej u svojoj povijesti, Kup maršala Tita. Rijeka je u beogradskoj završnici pogotkom Milana "Krlje" Radovića pobijedila Trepču i osvojila kup. Na dočeku nogometašima u Rijeci bilo je više od šezdeset tisuća ljudi. Sezonu kasnije Rijeka je obranila naslov pobjednika kupa, i to protiv Partizana. U prvoj utakmici na Kantridi pogocima Nikice Cukrova i Dragoljuba Bursaća Rijeka pobjeđuje 2:1. U drugoj utakmici u Beogradu bilo je 0:0, čime Riječani osvajaju svoj drugi kup. Rijeka je 1980. godine igrala četvrtzavršnicu Kupa pobjednika kupova protiv Juventusa. U prvom susretu na Kantridi rezultat je bio 0:0, a u uzvratu u Torinu je bilo 2:0 za Juventus. Za Juventus su u oba susreta igrala čak šestorica igrača koji su bili članovi prve postave reprezentacije Italije koja je dvije godine kasnije osvojila svjetsko prvenstvo. U Kupu UEFA je najveći uspjeh Rijeka ostvarila 1984. godine pobjedom nad madridskim Realom od 3:1. U uzvratu u Madridu Rijeka je izgubila. Godine 1986. Rijeka je bila treća u Mitropa kupu dobivši Sigma Olomouc 3:2.
Nakon 26 godina čekanja, Rijeka 2005. osvaja svoj novi trofej, ovaj put u neovisnoj Hrvatskoj, Hrvatski nogometni kup 2004./05. U dva susreta bijeli su ukupnim rezultatom 3:1 nadjačali Hajduk. Neki od najznačajnijih igrača Rijeke iz te sezone bili su Daniel Šarić, Tomislav Erceg, Dumitru Mitu i Siniša Linić. U sezoni 2005./06. Rijeka ponovno osvaja kup, ovaj put dobivši Varteks iz Varaždina. Ključni igrači te momčadi bili su Davor Vugrinec, Dario Knežević, Ahmad Sharbini, Igor Novaković i Fredi Bobic. Svoj treći Hrvatski nogometni kup klub je osvojio u sezoni 2013./14. kada je u finalu ukupnim rezultatom 3:0 u dvije utakmice, svladan Dinamo. U prvoj, gostujućoj, utakmici Rijeka je pobijedila 1:0 pogotkom Ivana Tomečaka, a uzvratu pred svojim navijačima bijeli su pobijedili 2:0. Strijelci su bili Matej Mitrović i Zoran Kvržić. Rijeka je osvojila i Balkanski kup 1978. te je igrala u završnicama nacionalnih kupova u sezonama 1986./87. i 1993./94. Rijeka je osvojila i Hrvatski nogometni superkup 2014. 
Dana 22. kolovoza 2013. odigrana je najveća utakmica na Kantridi u novijoj riječkoj povijesti. Rijeka je u prvoj utakmici doigravanja za ulazak u UEFA Europsku ligu igrala s njemačkim Stuttgartom i pobijedila 2:1 pogocima Benka u 74. minuti te Kvržića u 87. minuti dok je pogodak za Stuttgart postigao Vedad Ibišević. U uzvratnoj utakmici Rijeka je odigrala 2:2 sa Stuttgartom u Njemačkoj, čime je osigurala povijesni ulazak u UEFA Europsku ligu. Prolaz su osigurali Leon Benko zgoditkom u 30. minuti i Goran Mujanović koji je postigao zgoditak u 94. minuti utakmice. U grupnoj fazi Rijeka je osvojila 4 boda. Rijeka je u sezoni 2014./15. po drugi put ušla u Europsku ligu izbacivši u doigravanju Sheriff Tiraspol. Potom je Rijeka 2017. kao prvak Hrvatske izborila kvalifikacije za UEFA Ligu prvaka 2017./18. u kojoj je stigla do povijesnog doigravanja tog natjecanja izbacivši u dvije utakmice Red Bull Salzburg golom u gostima (1:1, 0:0). U doigravanju je dvaput izgubila od Olympiakosa (2:1, 0:1) te je tako 3. put izborila UEFA Europsku ligu u samo 4 godine gdje je završila 3. u skupini (u kojoj su bili Milan, AEK Atena i Austria Beč) sa samo bodom zaostatka za drugoplasiranim AEK-om. Rijeka je u posljednjem kolu na Rujevici (nakon što je matematički ostala bez ikakve šanse za prolaskom grupe, a Milan prošao skupinu kao prvoplasirani) 7. prosinca 2017. svladala Milan rezultatom 2:0 golovima Jakova Puljića i Marija Gavranovića. Rijeka se u sezoni 2020./21. četvrti put plasirala u UEFA Europsku ligu i to tako što je pobijedila København 1:0. Rijeka je u skupini igrala protiv Napolija, AZ-a i Real Sociedada te je osvojila 4 boda (remi protiv Sociedada i domaća pobjeda nad AZ-om).

## Uspjesi

### Domaći
U Hrvatskoj:
- 1. HNL/HNL

Prvak (2): 2016./17., 2024./25.
Doprvak (8): 1998./99., 2005./06., 2013./14., 2014./15., 2015./16., 2017./18., 2018./19., 2023./24.
- Hrvatski kup

Osvajač (7): 2004./05., 2005./06., 2013./14., 2016./17., 2018./19., 2019./20., 2024./25.
Finalist (3): 1993./94., 2021./22., 2023./24.
- Hrvatski superkup

Osvajač (1): 2014.
Finalist (3): 2005., 2006., 2019.
U Jugoslaviji:
- Kup maršala Tita

Osvajač (2): 1977./78., 1978./79.
Finalist (1): 1986./87.
- 2. savezna liga SFRJ

Osvajač (6): 1952. (Rijeka – Pula), 1957./58. (Prva zona), 1969./70. (Zapad), 1970./71. (Zapad), 1971./72. (Zapad), 1973./74. (Zapad)
U Italiji:
- Federalni kup

Osvajač (1): 1928.
- Prvenstvo sjeveroistočne Italije

Osvajač (1): 1924.
- - Finalist (1): 1925.
- Prvenstvo Julijske krajine

Osvajač (2):1922., 1923.
- Serie C

Osvajač (1): 1941.
U Slobodnoj Državi Rijeka:
- Prvenstvo SDR

Osvajač (1): 1921.
- Prventsvo Rijeke i Julijske krajine

Osvajač (1): 1921.
U Austro-Ugarskoj:
- Kup Grazioli

Finalist (1): 1919.

### Međunarodni
- Balkanski kup

Osvajač (1): 1978.
Finalist (1): 1980.
- Mitropa kup

Treće mjesto (1): 1986.
- Atlantic kup

Osvajač (1): 2017.

#### Mlade kategorije
- kadetsko prvenstvo Hrvatske: –
- juniorsko prvenstvo Hrvatske: 1992., 1995./96., 2013./14.
- kadetski kup Hrvatske: 1993./94.
- juniorski kup Hrvatske: 1992., 1996./97., 2006./07., 2021./22.

## Poznati igrači
- Ezio Loik
- Rodolfo Volk
- Mario Varglien
- Giovanni Varglien
- Luigi Ossoinach
- Andrea Kregar
- Ernő Egri Erbstein
- Ferenc Molnár
- Balassa Béla
- Petar Radaković
- Damir Desnica
- Vladimir Lukarić
- Srećko Juričić
- Zvjezdan Radin
- Nikica Cukrov
- Miloš Hrstić
- Danko Matrljan
- Zvonko Canjuga
- Stojan Osojnak
- Milan Ružić
- Daniel Šarić
- Igor Budan
- Željko Župetić
- Janko Janković
- Sergio Machin
- Milan Radović
- Adriano Fegic
- Miodrag Kustudić
- Fredi Bobic
- Barnabás Sztipanovics
- Radomir Đalović
- Georgi Ivanov
- Leon Benko
- Josip Skoblar
- Damir Milinović
- Davor Vugrinec
- Nenad Gračan
- Dario Knežević
- Damir Kreilach
- Tomislav Erceg
- Andrej Kramarić

## Treneri
- Hans Bloch (srpnja 1946. – kolovoza 1946.)
- Jozo Matošić (kolovoza 1946. – kolovoza 1947.)
- Ivan Smojver & Ante Vukelić (rujna 1947. – listopada 1947.)
- Franjo Glaser (listopada 1947. – srpnja 1948.)
- Zvonko Jazbec (rujna 1948. – prosinca 1948.)
- Franjo Glaser (siječnja 1949. – prosinca 1950.)
- Slavko Kodrnja (siječnja 1951. – prosinca 1951.)
- Ljubo Benčić (siječnja 1952. – kolovoza 1952.)
- Nikola Duković (rujna 1952. – travnja 1953.)
- Antun Lokošek (svibnja 1953. – prosinca 1953.)
- Ratomir Čabrić (siječnja 1954. – srpnja 1954.)
- Franjo Glaser (kolovoza 1954. – srpnja 1956.)
- Nikola Duković (rujna 1956. – srpnja 1957.)
- Milorad Ognjanov (rujna 1957. – listopada 1959.)
- Luka Kaliterna (studenoga 1959. – svibnja 1960.)
- Stojan Osojnak (svibnja 1960. – lipnja 1961.)
- Ostoja Simić (lipnja 1961. – svibnja 1962.)
- Angelo Zikovich & Stojan Osojnak (kolovoza 1962. – prosinca 1963.)
- Virgil Popescu (siječnja 1963. – listopada 1964.)
- Stojan Osojnak (listopada 1964. – lipnja 1967.)
- Vladimir Beara (svibnja 1967. – studenoga 1968.)
- Angelo Zikovich (studenoga 1968. – lipnja 1970.)
- Ilijas Pašić (lipnja 1970. – lipnja 1971.)
- Stevan Vilotić (lipnja 1971. – lipnja 1972.)
- Marcel Žigante (lipnja 1972. – svibnja 1973.)
- Ivica Šangulin (svibnja 1973. – lipnja 1974.)
- Gojko Zec (lipnja 1974. – lipnja 1976.)
- Dragutin Spasojević (lipnja 1976. – travnja 1979.)
- Miroslav Blažević (lipnja 1979. – siječnja 1981.)
- Marijan Brnčić (siječnja 1981. – travnja 1983.)
- Josip Skoblar (svibnja 1983. – prosinca 1986.)
- Mladen Vranković (siječnja 1987. – lipnja 1989.)
- Vladimir Lukarić (lipnja 1989. – siječnja 1991.)
- Nikola "Pape" Filipović (siječnja 1991.)
- Mladen Vranković (veljače 1991.)
- Željko Mudrovičić (ožujka 1991 – lipnja 1991.)
- Marijan Jantoljak (lipnja 1991. – studenoga 1992.)
- Srećko Juričić & Mile Tomljenović (studenoga 1992.)
- Srećko Juričić (siječnja 1993. – lipnja 1994.)
- Zvjezdan Radin (lipnja 1994. – ožujka 1995.)
- Mladen Vranković (travnja 1995.)
- Josip Skoblar (travnja 1995. – lipnja 1995.)
- Marijan Jantoljak (lipnja 1995. – rujna 1995.)
- Ranko Buketa (rujna 1995. – listopada 1995.)
- Josip Skoblar (listopada 1995. – studenoga 1995.)
- Miroslav Blažević & Nenad Gračan (siječnja 1996. – lipnja 1996.)
- Luka Bonačić (lipnja 1996. – kolovoza 1996.)
- Ivan Kocjančić (interim.) (kolovoza 1996.)
- Branko Ivanković (kolovoza 1996. – ožujka 1998.)
- Nenad Gračan (ožujka 1998. – studenoga 2000.)
- Boris Tičić (studenoga 2000. – prosinca 2000.)
- Predrag Stilinović (prosinca 2000. – svibnja 2001.)
- Ivan Katalinić (svibnja 2001. – svibnja 2002.)
- Zlatko Kranjčar (svibnja 2002. – studenoga 2002.)
- Mladen Mladenović (studenoga 2002. – ožujka 2003.)
- Vjekoslav Lokica (ožujka 2003. – srpnja 2003.)
- Ivan Katalinić (srpnja 2003. – svibnja 2004.)
- Elvis Scoria (1. srpnja 2004. – 30. rujna 2005.)
- Dragan Skočić (1. listopada 2005. – 30. rujna 2006.)
- Milivoj Bračun (1. listopada 2006. – 13. ožujka 2007.)
- Josip Kuže (12. ožujka 2007. – 4. lipnja 2007.)
- Zlatko Dalić (1. lipnja 2007. – 30. lipnja 2008.)
- Mladen Ivančić (7. srpnja 2008 – 8. listopada 2008.)
- Stjepan Ostojić (interim.) (4. listopada 2008. – 13. listopada 2008.)
- Robert Rubčić (13. listopada 2008. – 21. rujna 2009.)
- Zoran Vulić (22. rujna 2009. – 10. studenoga 2009.)
- Nenad Gračan (10. studenoga 2009. – 6. studenoga 2010.)
- Elvis Scoria (7. studenoga 2010. – 16. lipnja 2011.)
- Alen Horvat (20. lipnja 2011. – 4. listopada 2011.)
- Ivo Ištuk (4. listopada 2011. – 18. ožujka 2012.)
- Dragan Skočić (19. ožujka 2012. – 30. travnja 2012.)
- Mladen Ivančić (interim.) (30. travnja 2012. – 2. svibnja 2012.)
- Elvis Scoria (2. svibnja 2012. – 24. veljače 2013.)
- Matjaž Kek (27. veljače 2013. – 6. listopada 2018.)
- Igor Bišćan (10. listopada 2018. – 22. rujna 2019.)
- Simon Rožman (23. rujna 2019. – 27. veljače 2021.)
- Goran Tomić (1. ožujka 2021. – 27. svibnja 2022.)
- Dragan Tadić (20. lipnja 2022. – 16. kolovoza 2022.)
- Fausto Budicin (interim.) (16. kolovoza 2022. – 5. rujna 2022.)
- Serse Cosmi (5. rujna 2022. – 13. studenoga 2022.)
- Sergej Jakirović (30. studenoga 2022. – 21. kolovoza 2023.)
- Željko Sopić (23. kolovoza 2023. – 13. kolovoza 2024.)
- Radomir Đalović (13. kolovoza 2024. – danas)

## Navijači
Prva navijačka skupina u Rijeci  bili su Uscocchi nastali 1926. godine, koji su bodrili Fiumanu. Skupina nije bila službeno registrirana, ali je imala obilježja riječke trobojnice pa su već tada postojali i navijački rekviziti kao npr. šalovi. 
Ulaskom NK Rijeke u Prvu jugoslavensku ligu u sezoni 1958./59. za NK Rijeku je navijao čitav grad. Povratku igrača s kvalifikacijskih utakmica u Kruševcu i Subotici na željezničkom kolodvoru prisustvovao je velik broj navijača, sa zastavama i transparentima u čast NK Rijeke. Kada je Rijeka stigla, igrači, trener Ognjanov, maser Otmarich i ostali pratioci podignuti su na ramenima navijača i trijumfalno nošeni ulicama centra grada. NK Rijeka dobiva 1964. svoj prvi službeno registriran klub navijača, tzv. Klub navijača Rijeke. Ime Torcida se također upotrebljava za riječke navijače prvi put u Rijeci 1970. na Kantridi kad ga novinari, navijači i Riječani povezuju sa značenjem veselje, pobjeda, fešta. Lovranska glazba je uvijek na važnim utakmica bila “ispoda ure“ i "radila“ Torcidu, i tu je tradiciju nastavila do dan danas.
Sedamdesetih i osamdesetih godina 20. stoljeća obilježile su prave navijačke fešte, cijela regija živjela je za utakmice. Po nekoliko stotina brodica okićenih zastavama znalo se naći na moru ispred Kantride, pale se baklje, pojavljuju prvi transparenti. Navijačka skupina dobiva današnje službeno ime Armada 1987. godine, kada se tridesetak mladih navijača odluči za takvo ime na okupljanju na terasi robne kuće Rijeka.
Rijeka je uz Hajduk, Dinamo i Osijek uvjerljivo najpopularniji i najpraćeniji hrvatski sportski klub. Klupska maskota je morski pas, popularno nazvan pešekan, po nazivu te životinje na domaćem čakavskom narječju.

## Zanimljivosti
- Tijekom natjecanja u jugoslavenskim prvenstvima NK Rijeka ostvarila je rekord koji niti jedan drugi klub nije uspio oboriti sve do raspada države: najveći postotak osvojenih bodova u tadašnjoj drugoj ligi. Do ovog neobičnog rezultata došlo se tijekom prve polovice sedamdesetih kada su postojale 4 druge lige i njihovi prvaci su igrali kvalifikacije za ulazak u prvu. NK Rijeka je tada tek u trećem pokušaju ušla u prvu ligu. Riječani su dva puta zaustavljeni od Crvenke, i jednom od Osijeka. Sveukupno klub je proveo u tadašnjoj drugoj jugoslavenskoj ligi 7 godina od kojih je 4 puta bila prvak i to tako da tijekom sedamdesetih godina nikada nije imala više od 3 poraza (kada je bila prvak).

- Od 1953. svake godine u mjesecu lipnju HNK Rijeka organizira Kvarnersku rivijeru, međunarodni omladinski nogometni turnir za igrače do 19 godina.

- Klub je dobio najvišu nagradu Hrvatskoga nogometnog saveza, Trofej podmlatka, i to u prvoj godini dodjeljivanja nagrade, 1979.

- Od sezone 2014./15. nose personalizirane dresove tvrtke Jako, proizvođača sportske opreme iz Njemačke.

### Spomenice
- Lazzarich, Marinko. 2008.  Kantrida bijelih snova. Rijeka: Adamić. 589 str. ISBN 978-953-219-393-0 (CROSBI)
- xxxx. 2020. Rijeka bijelih snova. Rijeka: Naklada Val. 588 str. ISBN 978-953-818-014-9

## Vanjske poveznice
- Službena stranica
- Armada  Arhivirana inačica izvorne stranice od 1. kolovoza 2009. (Wayback Machine)
- Profil, HNS Semafor